# Programa Amaury Jr.
Programa Amaury Jr. foi um programa de colunismo social exibido pela RedeTV! apresentado por Amaury Jr., nas madrugadas de sábado para domingo, às 00h30, com reprise à 01h de quarta.

## O programa
O programa transita pelos lugares mais exclusivos do jet set nacional e internacional, entrevistando personalidades do mundo empresarial, político e econômico, bem como famosos cujas intimidades aquecem a curiosidade do público.
Atuam junto com Amaury no programa jornalístico: Caroline Bittencourt, César Giobbi, Maria João Abujamra, André Ramos, Denise Severo, Caroline Steigleder, Dani Freitas, Karina Michelin, Tati Tavares, Rosi Verdi, Val Marchiori, Lilia Klabin e Teresa Uip.

### Emissoras
Esse formato teve passagem em várias emissoras, a primeira foi Rede Record que estreou em 20 de novembro de 2001 até 19 de setembro de 2002, quando rescindiu contrato com a emissora. Foi para RedeTV! em 19 de novembro de 2002, com seu programa sendo exibido nas noites de terça à sexta, com reprise dos melhores momentos aos domingos, mas esta reprise durou pouco tempo. Em 08 de março de 2008, estreou o Amaury Jr. Show, exibido nas noites de sábado e consistindo em reprisar as melhores reportagens do programa diário. Em 9 de novembro de 2017, foi anunciado que o programa deixaria a emissora em dezembro do mesmo ano, após 15 anos no ar, devido à rescisão do contrato de Amaury com a RedeTV!. A atração em 2018 passou para Rede Bandeirantes. A atração se encerrou no dia 8 de dezembro de 2017. 
O programa estreou no dia 27 de janeiro de 2018, na Rede Bandeirantes. Em 29 de janeiro de 2019, foi anunciado o fim do programa, devido ao fato do apresentador participar da montagem de uma emissora brasileira em Orlando, EUA.

#### Retorno a RedeTV!
Em 14 de fevereiro de 2019, Amaury Jr. acertou seu retorno a RedeTV! para voltar com seu programa na emissora deste ano. Em 24 de maio de 2019, estreou o mesmo formato na RedeTV!. Em 21 de julho de 2023, foi anunciado que o apresentador deixou a emissora novamente e de forma fixa, uma vez que ele vai se dedicar a projetos próprios nos EUA.